# N-Metiltriptamin
N-Metiltriptamin (NMT, metiltriptamin) je član triptaminske hemijske klase. On je alkaloid, koji je derivat -triptofana, koji je prisutan u kori, pupoljcima, i lišću nekoliko biljnih vrsta, uključujući virola, bagrem, mimoza i Desmanthus pernambucanus, često zajedno sa srodnim jedinjenjima -dimetiltriptamin (DMT) i 5-metoksi-N,N-dimetiltriptamin (5-MeO-DMT). On se takođe sintetiše u ljudskom telu kao metabolički krajnji proizvod aminokiseline -triptofana. On se prirodno javlja u tragovima u ljudskom urinu.

## Spoljašnje veze
- Архивирано на веб-сајту  (18. октобар 2019)